# Thomas Spight

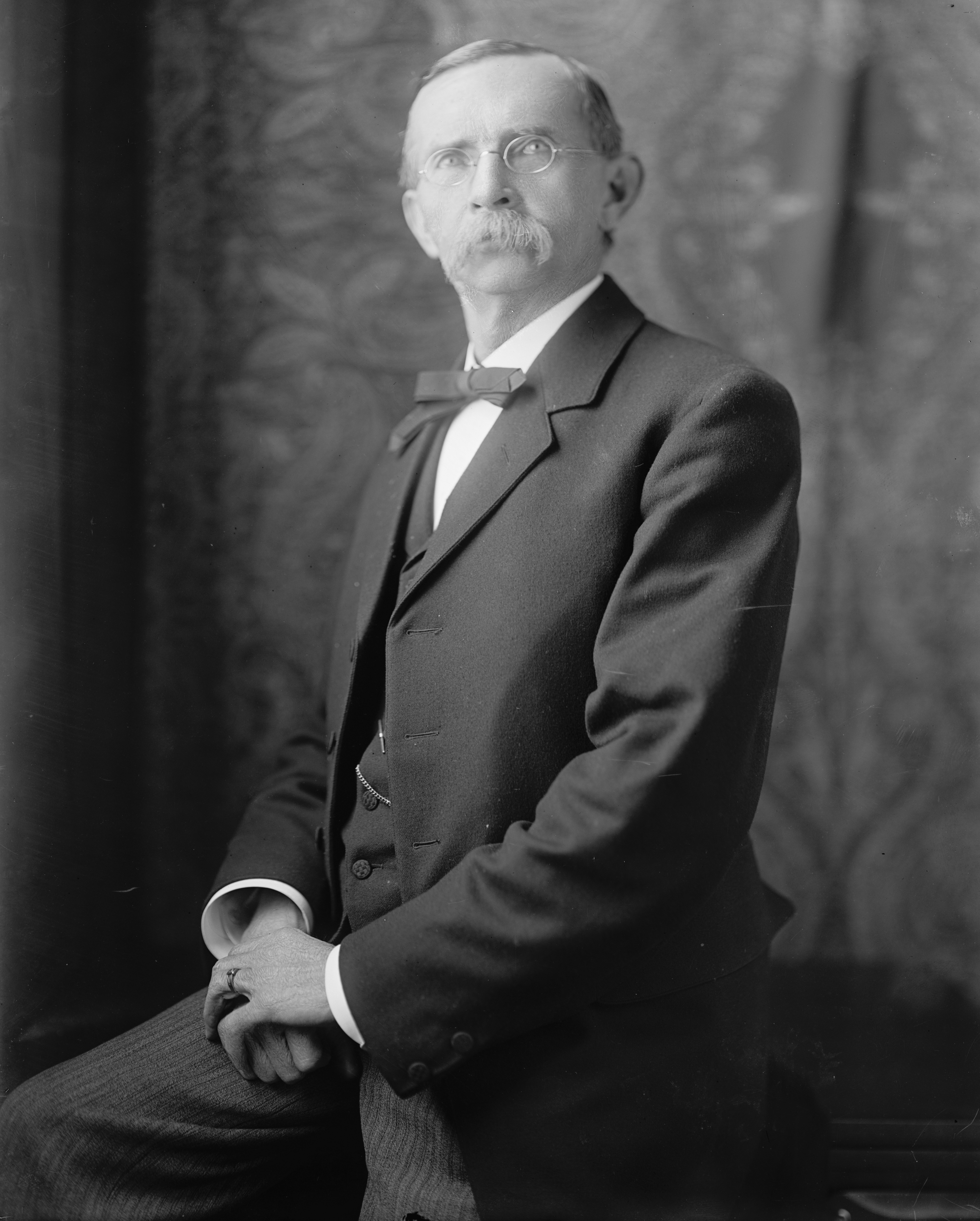
Thomas Spight

Thomas Spight (* 25. Oktober 1841 bei Ripley, Tippah County, Mississippi; † 5. Januar 1924 ebenda) war ein US-amerikanischer Politiker. Zwischen 1898 und 1911 vertrat er den zweiten Wahlbezirk des Bundesstaates Mississippi im US-Repräsentantenhaus.

## Werdegang
Thomas Spight besuchte die öffentlichen Schulen seiner Heimat, die Ripley Academy und dann das Purdy College in Tennessee. Außerdem studierte er noch am LaGrange Synodical College ebenfalls in Tennessee. Während des Bürgerkrieges brachte er es in der Armee der Konföderierten Staaten bis zum Captain.
Nach dem Krieg arbeitete Spight zunächst als Lehrer und in der Landwirtschaft. Nach einem Jurastudium und seiner im Jahr 1875 erfolgten Zulassung als Rechtsanwalt begann er in seinem Geburtsort Ripley in seinem neuen Beruf zu arbeiten. Politisch wurde Thomas Spight Mitglied der Demokratischen Partei. Zwischen 1874 und 1880 war er Abgeordneter im Repräsentantenhaus von Mississippi. Damals stieg Spight auch in das Zeitungsgeschäft ein. 1879 gründete er die Zeitung "Southern Sentinel". Nach fünf Jahren zog er sich aber wieder aus dieser Branche zurück. Von 1884 bis 1892 war Spight Bezirksstaatsanwalt im dritten Gerichtsbezirk.
Nach dem Rücktritt des Kongressabgeordneten William V. Sullivan, der in den US-Senat wechselte, wurde Spight im Jahr 1898 in einer Nachwahl zu dessen Nachfolger im US-Repräsentantenhaus in Washington, D.C. gewählt. Nachdem er auch bei den folgenden Wahlen jeweils in diesem Amt bestätigt wurde, konnte er das Mandat im Kongress zwischen dem 5. Juli 1898 und dem 3. März 1911 ausüben. Im Jahr 1910 wurde er von seiner Partei nicht mehr für eine weitere Amtszeit nominiert. Nach dem Ausscheiden aus dem Kongress arbeitete Spight wieder als Rechtsanwalt. Außerdem befasste er sich mit religiösen Angelegenheiten. Er starb am 5. Januar 1924 in seinem Geburtsort Ripley und wurde dort auch beigesetzt.